# Bradford (Rhode Island)
Bradford és una concentració de població designada pel cens del Comtat de Washington (Rhode Island) als Estats Units d'Amèrica.

## Demografia
Segons el cens dels Estats Units del 2000 tenia 1.497 habitants, 482 habitatges, i 397 famílies. La densitat de població era de 307,4 habitants per km².
Dels 482 habitatges en un 51% hi vivien nens de menys de 18 anys, en un 59,5% hi vivien parelles casades, en un 16,6% dones solteres, i en un 17,6% no eren unitats familiars. En el 13,5% dels habitatges hi vivien persones soles el 4,4% de les quals corresponia a persones de 65 anys o més que vivien soles. El nombre mitjà de persones vivint en cada habitatge era de 3,1 i el nombre mitjà de persones que vivien en cada família era de 3,39.
Per edats la població es repartia de la següent manera: un 35,7% tenia menys de 18 anys, un 7,1% entre 18 i 24, un 34,1% entre 25 i 44, un 15,9% de 45 a 60 i un 7,2% 65 anys o més.
L'edat mediana era de 30 anys. Per cada 100 dones de 18 o més anys hi havia 97,3 homes.
La renda mediana per habitatge era de 42.130 $ i la renda mediana per família de 40.370 $. Els homes tenien una renda mediana de 36.250 $ mentre que les dones 24.353 $. La renda per capita de la població era de 14.004 $. Aproximadament el 12,4% de les famílies i el 13,1% de la població estaven per davall del llindar de pobresa.

## Poblacions properes
El següent diagrama mostra les poblacions més properes.